# FaceApp
FaceApp es una aplicación móvil para iOS y Android desarrollada por la empresa chipriota FaceApp Technology Limited que utiliza inteligencia artificial para generar automáticamente transformaciones de rostros altamente realistas en las fotografías. La aplicación puede transformar un rostro para hacerlo sonreír, parecer más joven, parecer mayor o cambiar de sexo. FaceApp fue lanzada en iOS en diciembre de 2016 y en Android en febrero de 2017 y cuenta con una versión gratuita y otra pro.
En julio de 2019, FaceApp recibió críticas con respecto a la privacidad de los datos de los usuarios generados por el uso de la aplicación. En respuesta a las críticas, el fundador de la empresa, Yaroslav Goncharov, declaró que los datos de los usuarios y las imágenes cargadas no se transferían a Rusia, sino que se procesaban en servidores que funcionaban en la nube de Google y en los servicios web de Amazon. Wireless Lab, también afirmó en un comunicado que la mayoría de las imágenes se eliminan de los servidores dentro de los dos dias posteriores a la fecha de carga. La compañía asegura que cualquier usuario que quiera borrar sus datos del servidor de la aplicación, puede hacerlo enviando previamente una solicitud a la empresa. La empresa afirma también que no vende ni comparte información de los usuarios con terceros.

## Características
FaceApp se lanzó en iOS en diciembre de 2016 y en Android en febrero de 2017. Existen múltiples opciones para manipular la foto cargada, como las opciones del editor de agregar una impresión, maquillaje, sonrisas, colores de cabello, peinados, anteojos, edad o barbas. Los filtros, el desenfoque de la lente y los fondos junto con las superposiciones, los tatuajes y las viñetas también forman parte de la aplicación. Las transformaciones de cambio de género de FaceApp han atraído un interés particular de las comunidades LGBT y transgénero, debido a su capacidad para simular de manera realista la apariencia de una persona como género opuesto.
Desde mayo de 2023, FaceApp Technology Limited decidió eliminar la opción Face Swap.

## Críticas
En julio de 2019, FaceApp atrajo críticas tanto en la prensa como en las redes sociales por la privacidad de los datos del usuario. Entre las preocupaciones planteadas se encontraban las acusaciones de que FaceApp almacenaba las fotos de los usuarios en sus servidores, y que sus términos de uso les permitían usar las imágenes y fotos de los usuarios con fines comerciales. En respuesta a las preguntas, el fundador de la compañía, Yaroslav Goncharov, declaró que los datos de los usuarios y las imágenes cargadas no se transferían a Rusia, sino que se procesaban en servidores que se ejecutaban en Google Cloud Platform y Amazon Web Services. Según Goncharov, las fotos de los usuarios solo se almacenaban en los servidores para ahorrar ancho de banda al aplicar múltiples filtros, y se eliminaban poco después de cargarlas. El senador estadounidense Chuck Schumer expresó "serias preocupaciones con respecto tanto a la protección de los datos que se están agregando como a si los usuarios saben quién puede tener acceso a ellos" y pidió una investigación del FBI sobre la aplicación. La sección específica de los términos de servicio de las aplicaciones que generó preocupación fue la siguiente:
En abril de 2017, la aplicación ofreció una transformación "activa" que supuestamente hizo que sus usuarios parecieran físicamente más atractivos, pero fue acusado de racismo por aligerar el color de la piel de las personas negras y hacer que se vean más europeas. La característica se renombró brevemente "chispa" antes de ser eliminada. El fundador y director ejecutivo Yaroslav Goncharov se disculpó, describiendo la situación como "un efecto secundario desafortunado de la red neuronal subyacente causada por el sesgo del conjunto de entrenamiento, no por el comportamiento intencionado" y anunciando que se estaba "solucionando completamente" trabajado en. En agosto de ese año, FaceApp una vez más enfrentó críticas cuando presentó "filtros de etnia" que representan "Blanco", "Negro", "Asiático" e "Indio". Los filtros se eliminaron inmediatamente de la aplicación.
En junio de 2020 varios periódicos internacionales advirtieron el peligro de usar la aplicación móvil debido a que no se garantiza la privacidad de los datos, además de tomar datos estructurados como GPS y fotos personales para el robo de identidad..
En noviembre de 2024, la empresa ha decidido anular unilateralmente las subscripciones que los clientes habían pagado de por vida a la versión Pro, otra decisión poco honesta y polémica de la empresa, que ha creado números mensajes en redes sin explicación al día de hoy por sus dirigentes.